# Pak Kvangnjong
Pak Kvangnjong (hangul: 박광룡, handzsa: 朴光龍, RR: Pak Kwang-ryong; Phenjan, 1992. szeptember 27. –) észak-koreai labdarúgó, a liechtensteini, de svájci másodosztályú Vaduz csatára kölcsönben a svájci élvonalbeli Baseltől.